# Mungo Ponton
Pour les articles homonymes, voir Ponton (homonymie).
Mungo Ponton, né le 20 novembre 1801 à Édimbourg où il est mort le 3 août 1880, est un chimiste, inventeur et photographe écossais qui a mis au point un procédé photographique à base de dichromate de sodium.

## Biographie
Ponton est né dans le quartier Balgreen de l'ouest d'Édimbourg, fils d'un fermier, Jhn Ponton ; il porte le nom de l'explorateur Mungo Park, alors nouveau héros écossais.
En 1815, il est apprenti comme avocat auprès de James Balfour (de Pilrig House), travaillant dans des chambres au 17 Broughton Street à l'Est de la New Town d’Édimbourg. Il termine son apprentissage chez GL Finlay WS au 18 Queen Street. Il est écrivain au Signet le 8 décembre 1825. Il entre alors en partenariat avec AW Goldie pour créer Goldie & Ponton WS basé au 58 India Street.
Il épouse Helen Scott Campbell le 24 juin 1830 et ensemble, ils auront sept enfants. Dans les années 1830, Ponton est répertorié comme vivant au 30 Melville Street, une grande nouvelle maison mitoyenne dans l'ouest d'Édimbourg, vraisemblablement la maison de la famille. À partir de 1838, il devient l'officier de droit résident et le secrétaire de la National Bank of Scotland au 42 St Andrew Square.
Sa première femme meurt le 7 août 1842 et le 7 novembre 1843, il épouse sa seconde épouse, Margaret Ponton (peut-être apparentée), avec qui il aura un fils. Ils ont continué à vivre au 30, rue Melville.
Ponton subit une dépression vers 1845 et déménage à Bristol, en Angleterre, pour son climat plus doux. Il épouse sa troisième femme, Jean McLean, le 1er août 1871.
Ponton meurt à son domicile à Clifton, Bristol le 3 août 1880.

## Inventeur
La renommée de Ponton est antérieure à ses découvertes photographiques, même si on se souvient surtout de lui pour ses contributions à la photographie.
Le 20 juin 1834, Ponton est devenu membre de la Royal Society of Edinburgh. Ses parrains étaient John Shank More, James Nairn, Thomas Stewart Traill, David Boswall Reid, Robert Allan et James Finlay Weir Johnston. En 1838, la Scottish Society of Arts décerne à Ponton la médaille d'argent pour sa contribution au développement du télégraphe électrique.
En 1839, alors qu'il expérimente un premier procédé photographique publié cette année-là par Henry Fox Talbot, Ponton découvre l'effet de sensibilisation à la lumière du bichromate de potassium. Il présente ses découvertes à la Scottish Society of Arts le 29 mai. Ponton n'a pas tenté de faire breveter son procédé photographique et a publié ses découvertes dans l'Edinburgh New Philosophical Journal. D'autres ont expérimenté sa découverte, notamment Talbot, Edmond Becquerel, Alphonse Poitevin et John Pouncey, dont certains ont breveté leurs techniques photographiques. La sensibilisation au bichromate a servi de base aux procédés photographiques au charbon et à la gomme bichromatée, ainsi qu'à certaines résines photosensibles utilisées dans l'industrie de l'imprimerie et d'autres applications industrielles.
Ponton continue à travailler sur la photographie et, en 1845, la Société lui décerne à nouveau une médaille d'argent pour son procédé de mesure de la variation horaire de la température sur le papier photographique. Cette année-là, il a également mis au point une variation du procédé calotype permettant des temps d'exposition plus courts.

## Publications
- (en) The material universe : its vastness and durability, Londres, Thomas Nelson & Sons, 1863, 248 p. (lire en ligne)

seconde édition sous le titre : (en) The Great Architect : as Manifested in the Material Universe, Londres, Thomas Nelson & Sons, 1866, 276 p. (lire en ligne).
- (en) Earthquakes and Volcanoes : Their History, Phenomena, and Probable Causes, Londres, Thomas Nelson & Sons, 1868 (réimpr. 1872) (lire en ligne).
- (en) The Beginning : Its When and Its How, Londres, Longmans, Green and co, 1871 (lire en ligne).
- (en) Glimpses of the future life, with an appendix on the probable law of increase of the human race, Londres, Longmans, Green and co, 1873, VIII-169 p..
- (en) Songs of the Soul : Philosophical Moral and Devotional, Bristol, T. Kerslake, 1877.